# Frano Kršinić
Frano Kršinić (ur. 24 sierpnia 1897 w Lumbardzie, zm. 1 stycznia 1982 w Zagrzebiu) – chorwacki rzeźbiarz.
Kształcił się w lokalnej szkole, potem wyjechał do Hořic w Czechach aby dalej pobierać nauki w szkole rzeźby. Dyplom uzyskał w 1916. W 1920 ukończył Akademię Sztuk Pięknych w Pradze i powrócił do Chorwacji. Otrzymał posadę wykładowcy w Akademii Sztuk Pięknych w Zagrzebiu. Od 1924 aż do śmierci mieszkał w Zagrzebiu. W 1948 został członkiem chorwackiej Akademii Sztuk i Nauki. Działalność pedagogiczną prowadził do 1967 wykształcając w tym okresie wielu chorwackich i zagranicznych rzeźbiarzy. W 1975 wycofał się z działalności artystycznej. Zmarł 1 stycznia 1982 w Zagrzebiu.
Jego dzieła wystawione są w wielu muzeach na całym świecie, m.in. w Londynie, Genewie, Moskwie, Berlinie, Monachium i innych.

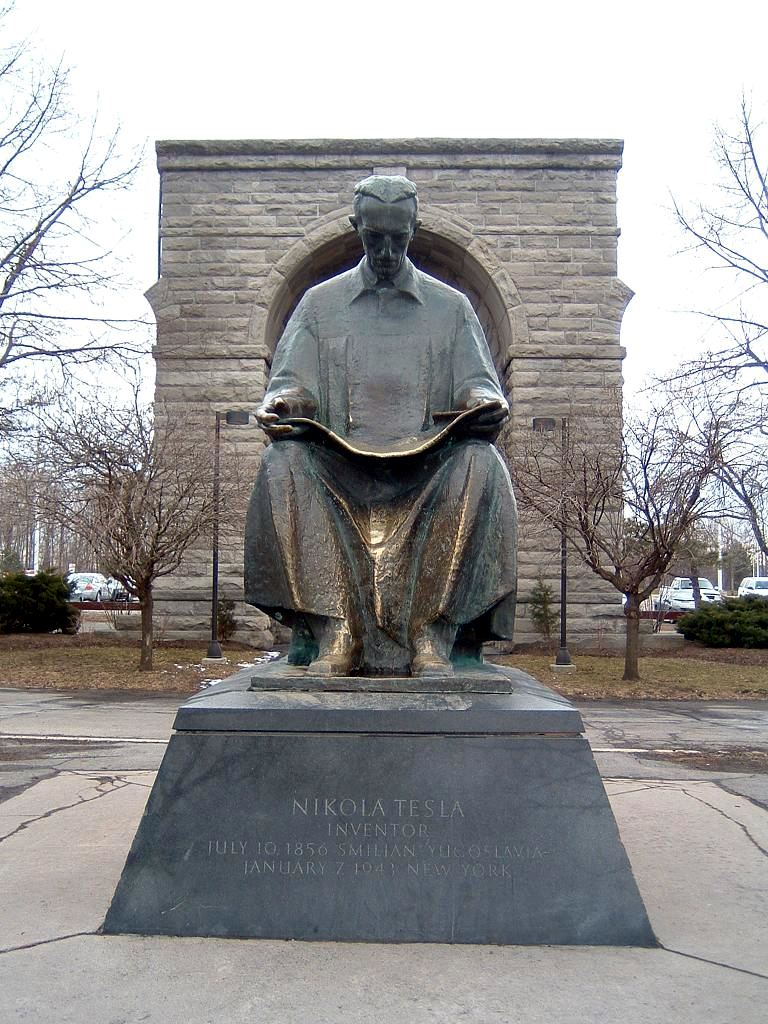
Pomnik Nikoli Tesli autorstwa Frano Kršinicia w State Park w Niagara Falls. Dar Jugosławii dla Stanów Zjednoczonych.
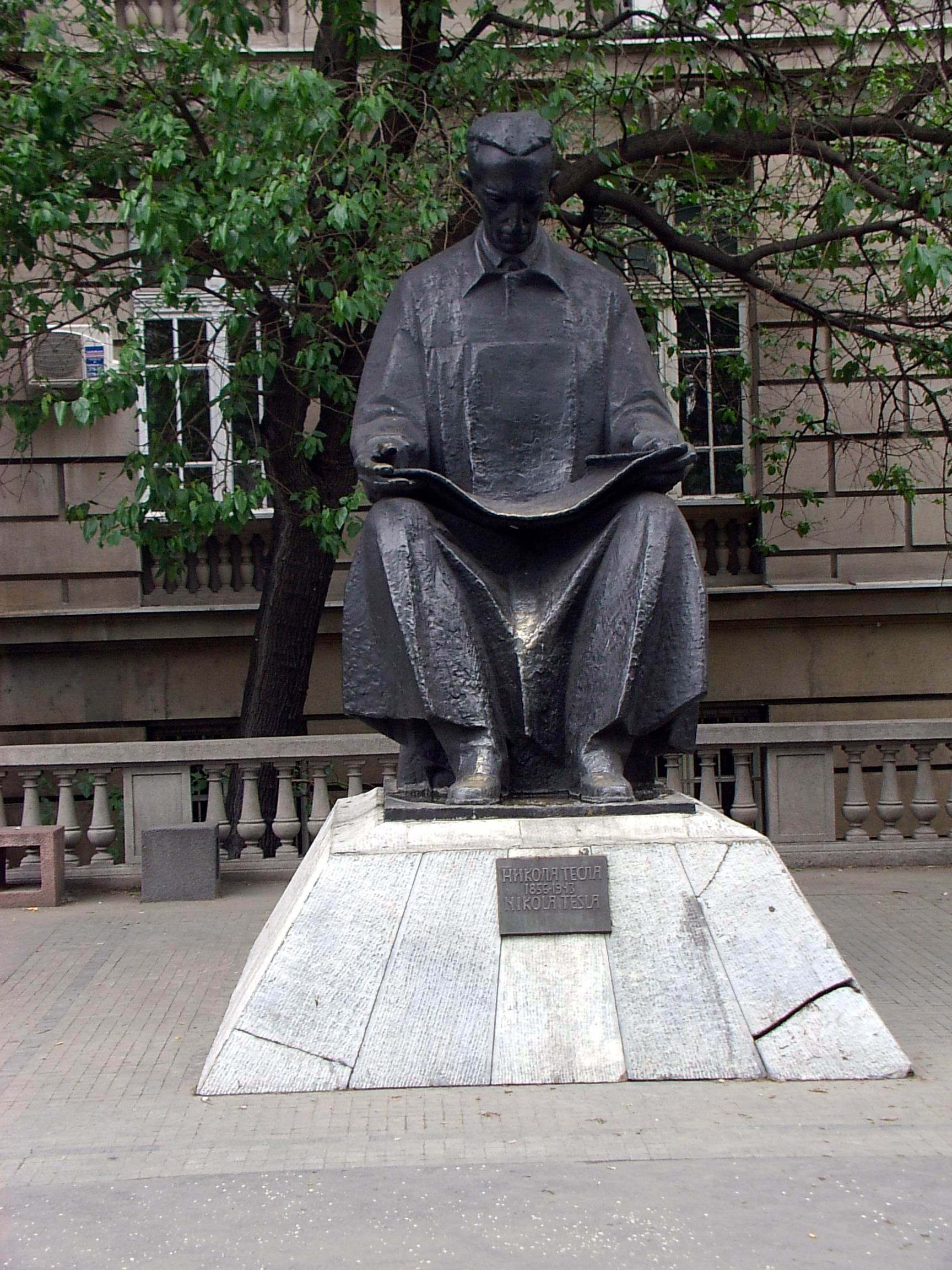
Pomnik Nikoli Tesli autorstwa Frano Kršinicia przed budynkiem Wydziału Elektrotechniki Uniwersytetu Belgradzkiego.
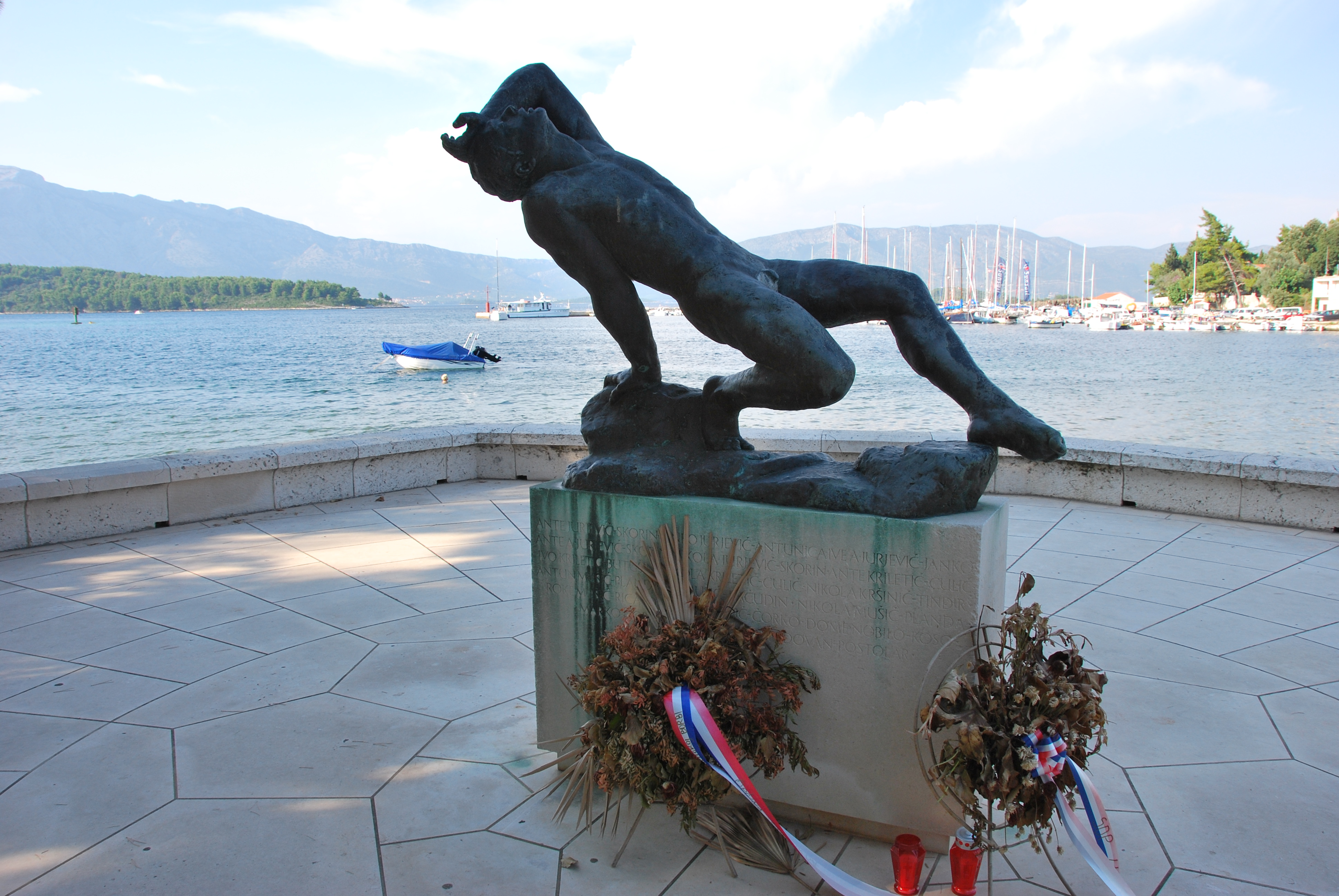
Pomnik upamiętniający ofiary II. wojny światowej umiejscowiony w rodzinnym mieście autora - Lumbardzie.